# ويلهلم شميت
ويلهلم شميت (بالألمانية: Wilhelm Schmidt)‏ (و. 1868 – 1954 م) هو عالم إنسان، ولُغَوِيّ، ومؤرخ الدين، وكاهن كاثوليكي، وأستاذ جامعي، من ألمانيا، توفي في فريبورغ، وفرايبورغ، عن عمر يناهز 86 عاماً.

## جوائز
حصل على جوائز منها:
- الدكتوراة الفخرية من جامعة أوبسالا
- الدكتوراه الفخرية من جامعة فيينا ‏
- دكتوراه فخرية.[7]

## روابط خارجية
- ويلهلم شميت على موقع الموسوعة البريطانية (الإنجليزية)
- ويلهلم شميت على موقع مونزينجر (الألمانية)